# Carnaval de Olinda
O Carnaval de Olinda, parte do Carnaval Recife–Olinda, diz respeito à festa de momo realizada na cidade de Olinda, no estado brasileiro de Pernambuco. É reconhecido mundialmente pelos desfiles dos Bonecos de Olinda, bonecos de mais de dois metros, coloridos e de fácil localização, que saem às ruas junto com os foliões. É realizado no Centro Histórico de Olinda, ou Cidade Alta.
Reúne mais de um milhão de pessoas durante o evento, com participação de cerca de 500 grupos carnavalescos.

## A festa

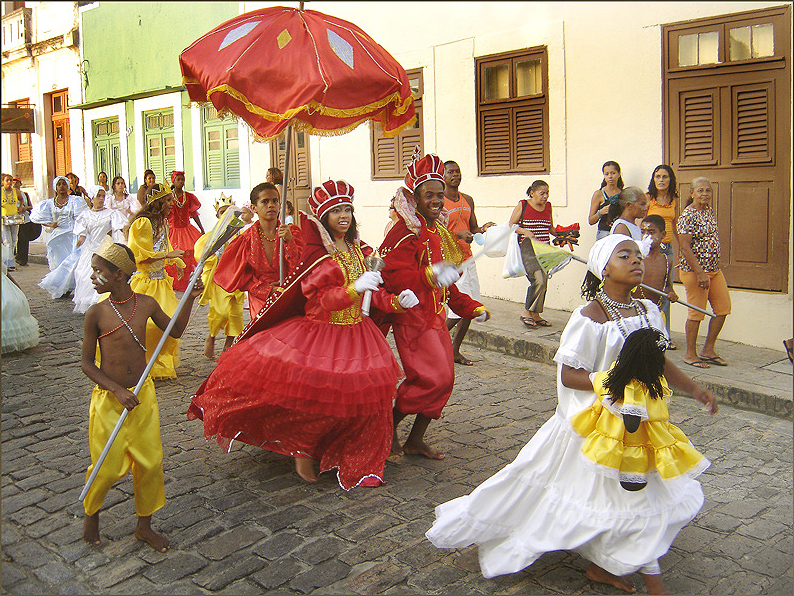
Bloco de Maracatu Nação em Olinda.

Simbolicamente a abertura do carnaval de Olinda é feita pelo Cariri Olindense, desde 1921 quando o Velho do Cariri, símbolo do troça, sai às 4h00 montado em um jumento e desce as ladeiras.  Foi assim até 1931, quando alguns de seus membros fundaram O Homem da Meia-Noite, que sai na meia noite do sábado de Zé Pereira e o domingo de rei Momo. Então, a partir de 1932, O Homem da Meia-Noite faz a entrega simbolica da "chave do carnaval de Olinda" para que o Cariri Olindense siga a tradição de abrir os festejos de Momo.
Entre as suas atrações, ostenta dezenas de bonecos gigantes, sendo o mais conhecido deles é O Homem da Meia-Noite. Além dos tradicionais blocos e troças que percorrem suas ladeiras, embalados pelo ritmo do frevo. São exemplos destes a Pitombeira dos Quatro Cantos, fundada em 1947, quando um grupo de rapazes desfilou pelas ruas da Cidade Alta cantando e empunhando galhos de pitombeira; e o "Elefante de Olinda", fundado em 1952 por um grupo de rapazes da Cidade Alta, que durante o Carnaval saíram pelas ruas com um elefante de porcelana cantando uma música improvisada em homenagem ao animal. A grande concentração destes blocos e troças se dá na frente da Prefeitura Municipal, onde pode-se encontrar o maior número de foliões por metro quadrado.

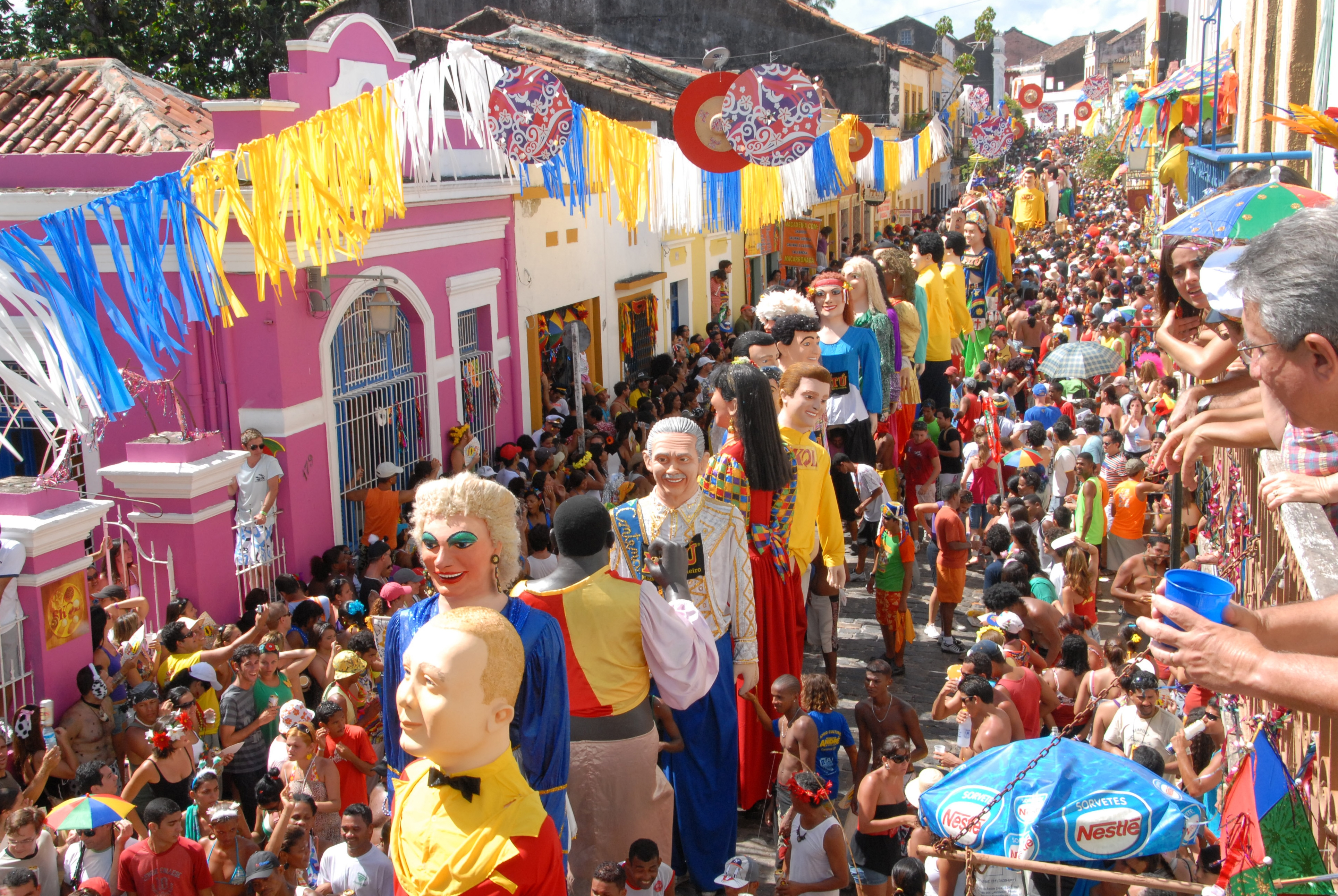
Bonecos de Olinda em meio aos foliões durante o Carnaval no Centro Histórico.

## Blocos
Dezenas de blocos desfilam pelas ruas de Olinda, tocando troças e portando estandartes e alguns são associados a algum boneco. Dentre estes, podemos citar:
- Bacalhau do Batata
- Cariri Olindense
- Elefante de Olinda
- Enquanto Isso na Sala da Justiça[6]
- Eu Acho É Pouco
- O Homem da Meia-Noite
- Lamento Negro
- Mangue Beat[7]
- Batuques de Pernambuco[8]
- Barão da Água Preta

## Galeria
- O Homem da Meia-Noite

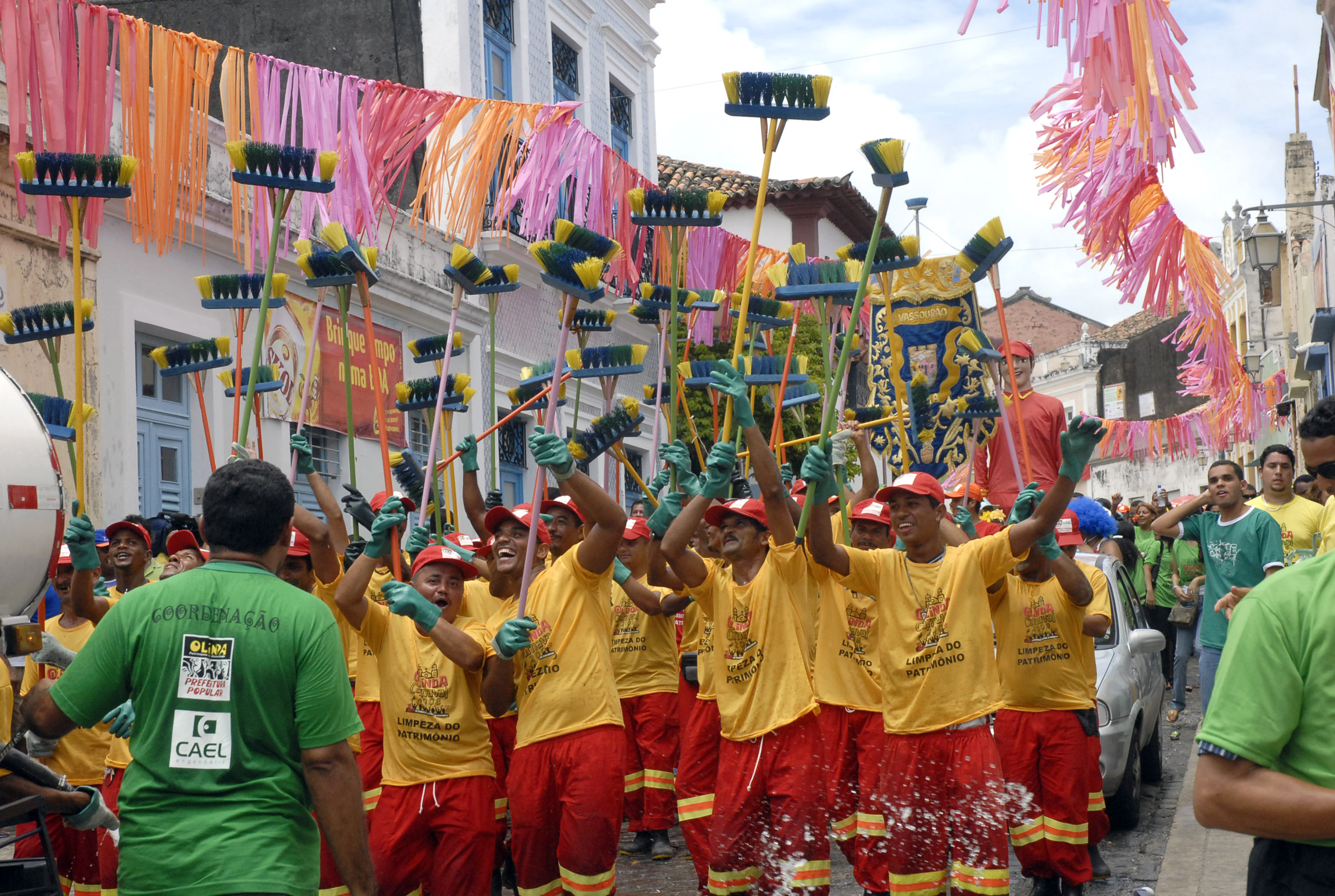
Bloco Vassourão, dos garis de Olinda
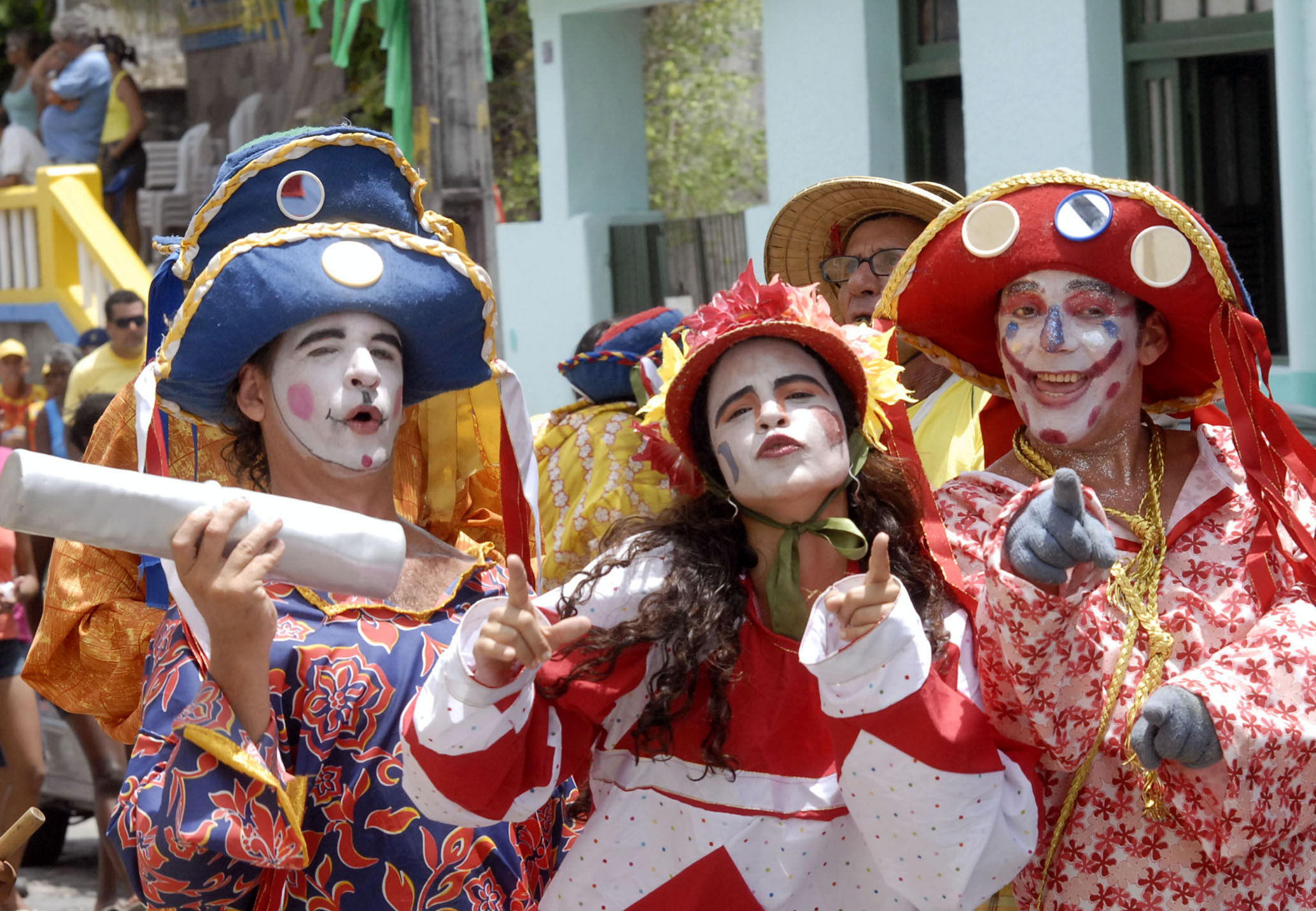
Bloco de rua
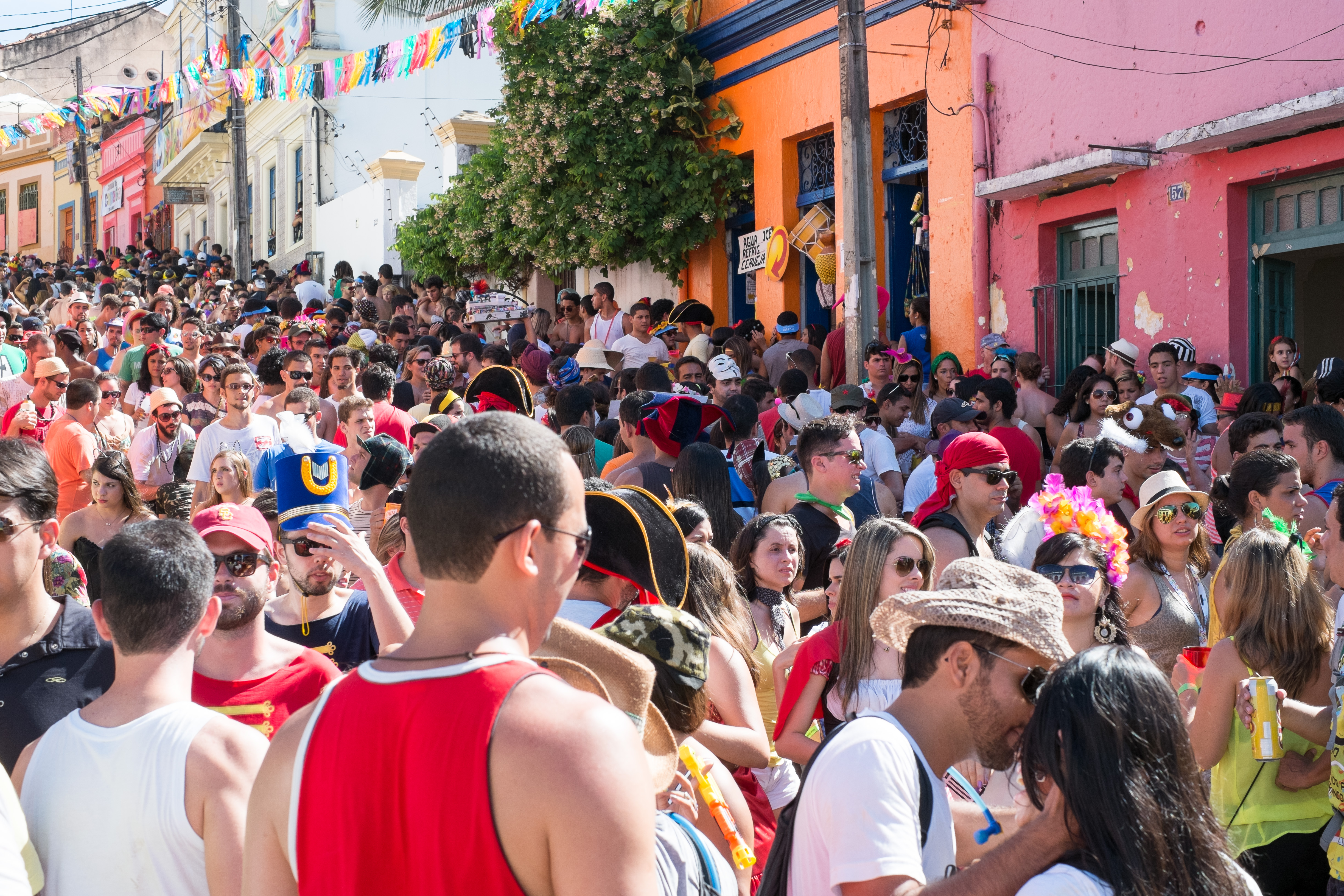
Foliões no Carnaval de Olinda
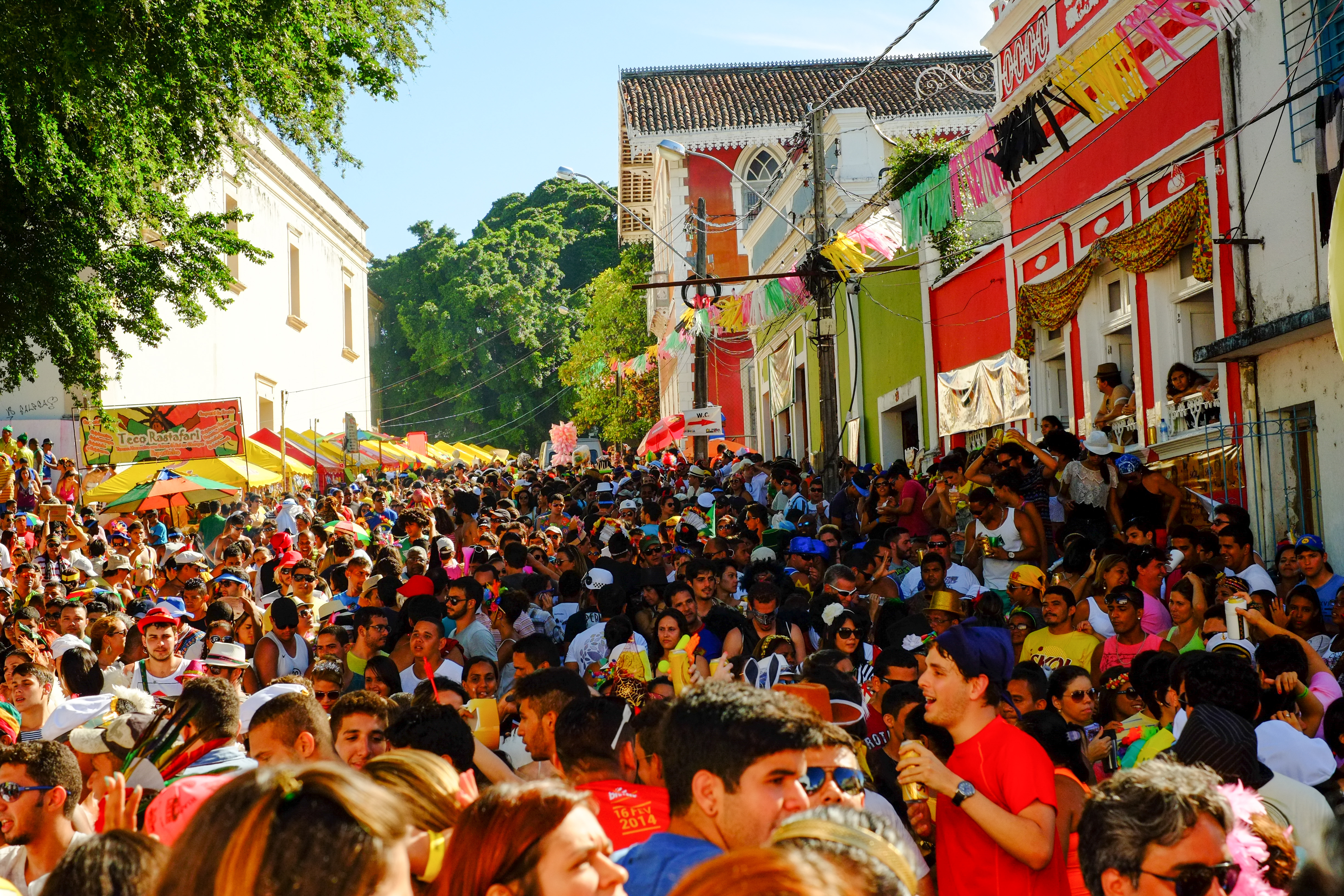
Foliões nas ladeiras de Olinda.
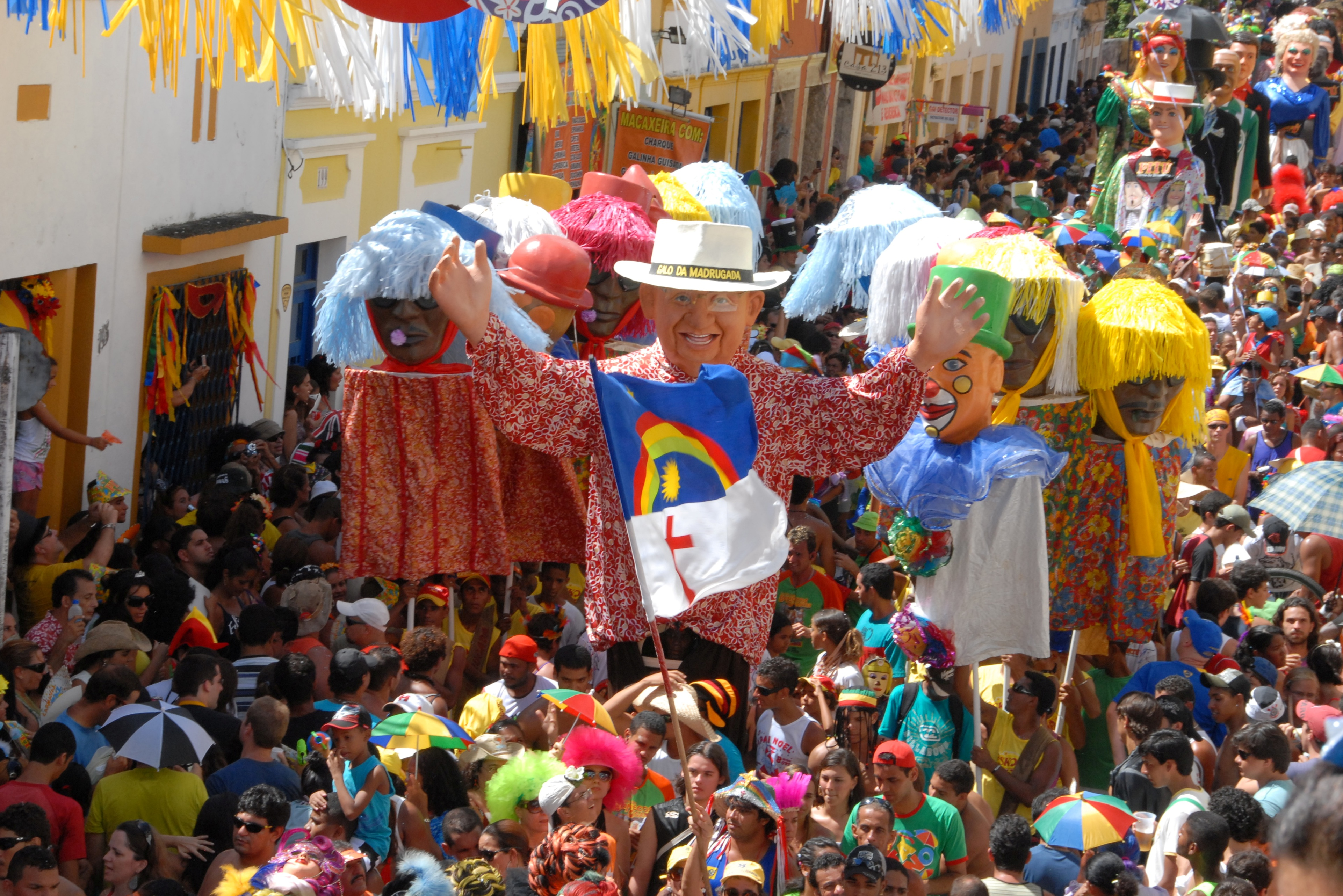
Bonecos de Olinda
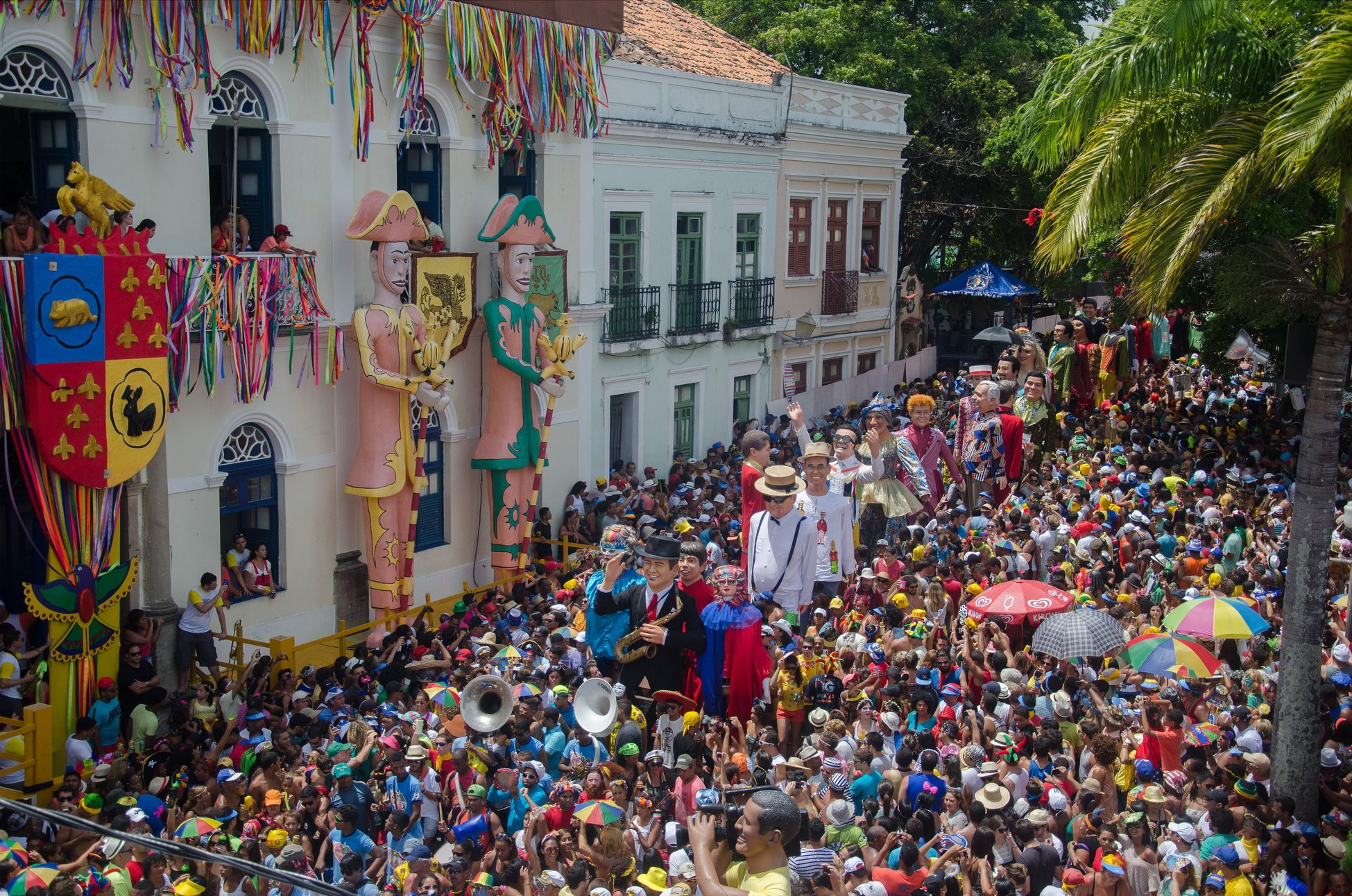
Encontro de Bonecos Gigantes
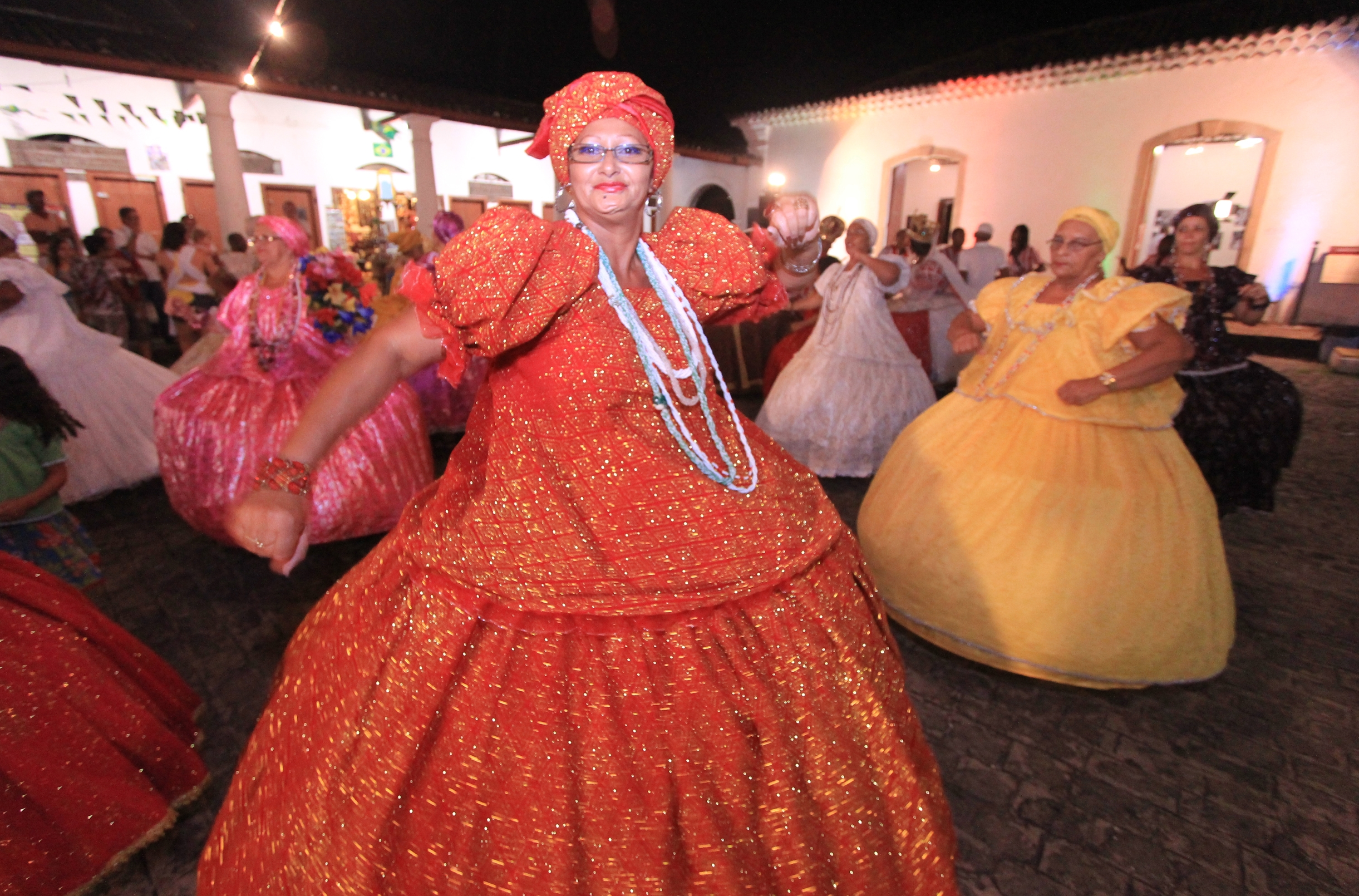
Dançarinas de Maracatu
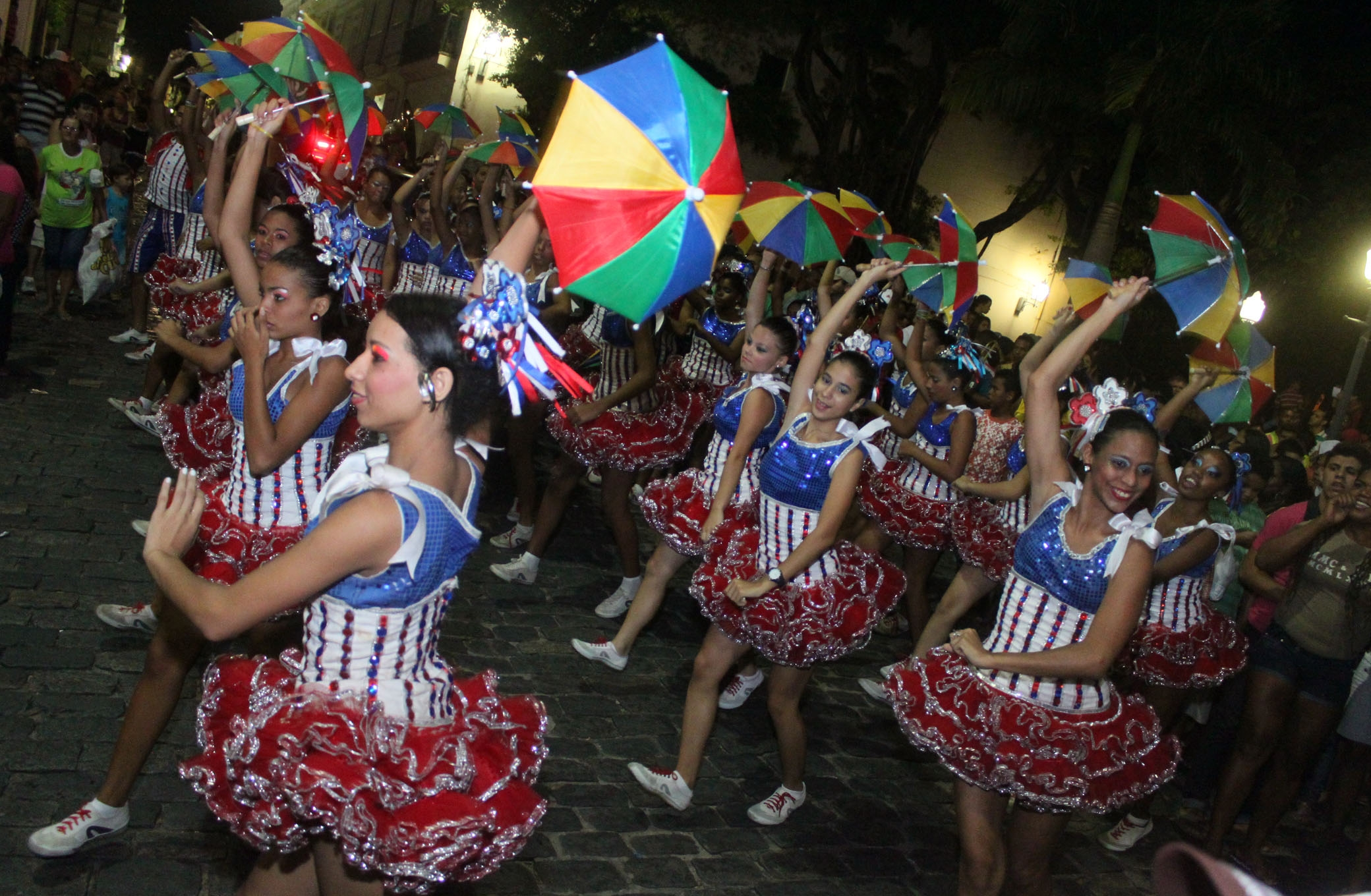
Passistas de Frevo
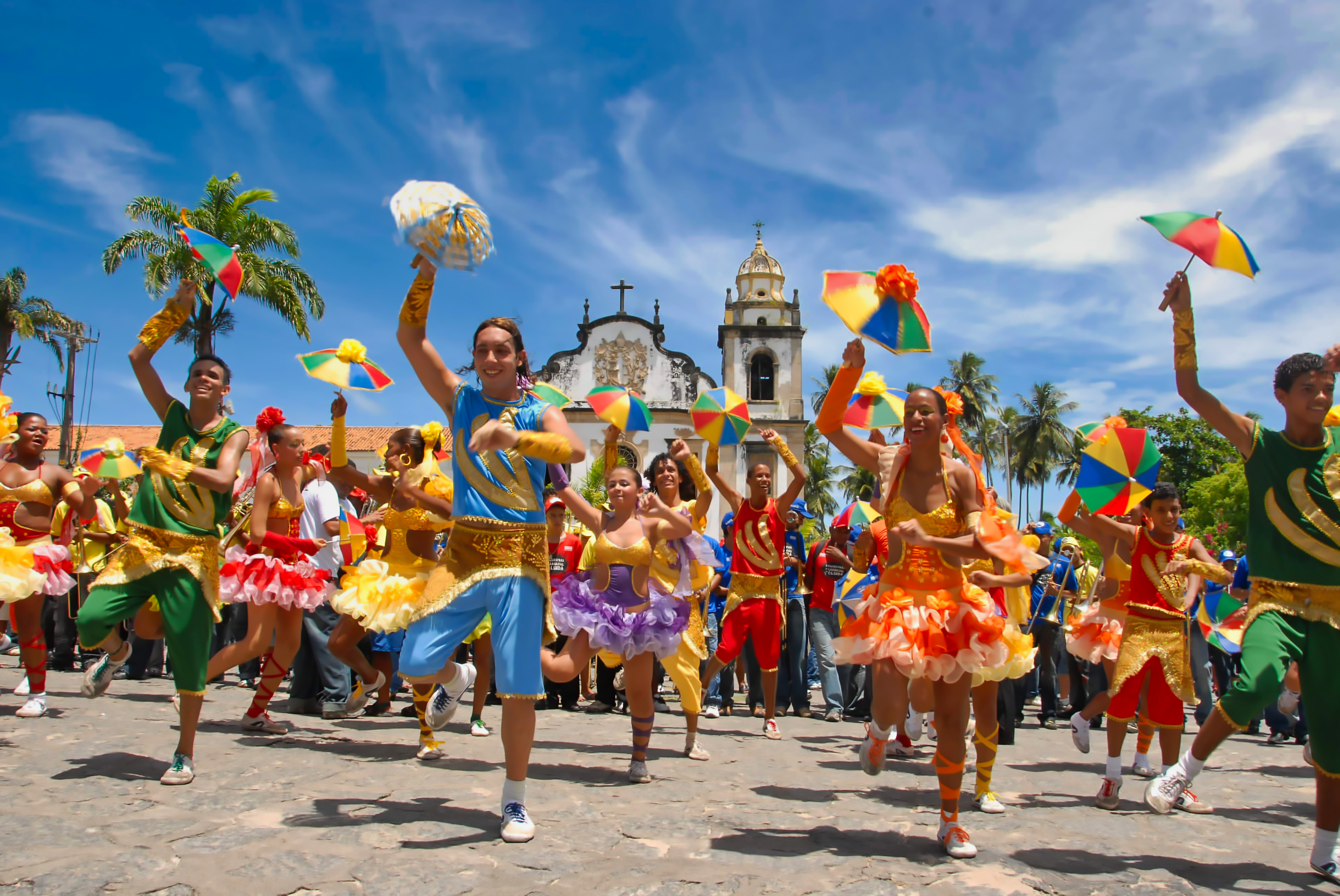
Passistas de Frevo